# Comuna Raciîn, Horohiv
Raciîn (în ucraineană Рачин) este o comună în raionul Horohiv, regiunea Volînia, Ucraina, formată din satele Ozerți și Raciîn (reședința).

## Demografie
Componența lingvistică a satului Raciîn
     Ucraineană (99,38%)
     Alte limbi (0,62%)
Conform recensământului din 2001, majoritatea populației satului Raciîn era vorbitoare de ucraineană (99,38%), existând în minoritate și vorbitori de alte limbi.